# 塞杜杜岛
塞杜杜岛（Sedudu Island）也作色杜杜岛，纳米比亚称为卡西基利岛或卡西基里岛（Kasikili Island），是博茨瓦纳与纳米比亚两国界河乔贝河中的一座小岛，面积约为3平方公里。根据1890年《黑尔戈兰－桑给巴尔条约》划定的大英帝国和德意志帝国的势力范围，贝专纳兰（博茨瓦纳共和国的前身）与西南非洲（纳米比亚共和国的前身）以乔贝河主航道中心线为界。但是博茨瓦纳与纳米比亚两国间对中心线的具体位置存在争议，双方各自认为岛屿在中心线己方一侧，另外由于生活在纳米比亚卡普里维区的马苏比亚人一直在岛上有活动，纳米比亚方面认为适用间接统治规则，这些活动可以看成是其前任国家主权在该岛上的行使，而博茨瓦纳则认为这只是私人行为，在国际法看来与国家主权没有任何关系。1999年国际法庭判定该岛属于博茨瓦纳。